# Pseudopangonia australis
Pseudopangonia australis är en tvåvingeart som beskrevs av Ricardo 1915. Pseudopangonia australis ingår i släktet Pseudopangonia och familjen bromsar. Inga underarter finns listade i Catalogue of Life.